# (19208) Starrfield
(19208) Starrfield (1992 RW) – planetoida z pasa głównego asteroid okrążająca Słońce w ciągu 3,76 lat w średniej odległości 2,42 j.a. Odkryta 2 września 1992 roku.